# Vasile Năstase
Vasile Năstase, född den 1 januari 1962 i Podu i Rumänien, är en rumänsk roddare.
Han tog OS-silver i åtta med styrman i samband med de olympiska roddtävlingarna 1992 i Barcelona.